# Al-Diraiyah FC
Der  al-Diraiyah Football Club (arabisch نادي الدرعية) ist ein saudi-arabischer Fußballverein mit Sitz in Dirʿiyya.

## Geschichte
Der 1976 gegründete Verein spielt in der Saudi Second Division League, der dritten Liga des saudischen Fußballs. Der al-Diriyah FC trägt seine Heimspiele im Prince Turki bin Abdul Aziz Stadium in Riad aus. Al-Diriyah hat die saudi-arabische zweite Liga einmal gewonnen (2013) und wurde einmal Vizemeister (2020).
Der Verein wurde von Saad Al-Rashed und Abdulrahman bin Sarye'e gegründet und sein erster Präsident war Abdullah Al-Jadaie. Der aktuelle Präsident des Vereins ist Khaled Al-Habshan, der im Juli 2021 zum Präsidenten ernannt wurde.

## Bekannte Spieler
- Moussa Marega (2024)